# Haltestelle Wien Radetzkyplatz
Die Haltestelle Wien Radetzkyplatz im 3. Wiener Gemeindebezirk, Landstraße, war eine Haltestelle am Streckenkilometer 5,602 der Verbindungsbahn zwischen Nord- und Südbahn, der heutigen Wiener S-Bahn-Stammstrecke. Sie erstreckte sich zwischen dem Radetzkyplatz und der nordöstlich davon gelegenen Adamsgasse und verfügte über zwei Seitenbahnsteige. Ihr betriebliches Kürzel lautete RP. 

## Geschichte
Als die Wiener Verbindungsbahn 1859 als Hochbahn auf Viaduktbögen eröffnet wurde, war am späteren Radetzkyplatz – der seinen Namen erst 1876 erhielt – noch keine Station vorgesehen. Erst zum 1. Juni 1885 richteten die k.k. Staatsbahnen dort eine Haltestelle ein. Im Fahrplan vom 1. Juni 1888 wurde diese als Wien-Radetzkyplatz bezeichnet.
Kurzfristig entschieden sich die Planer der Wiener Dampfstadtbahn schließlich dafür, im Zuge der Integration der Verbindungsbahn in deren äußeres Netz auch die Station Radetzkyplatz zu einer Stadtbahnstation umzuwandeln. Nachdem eine solche in der finalen Planung per Gesetz vom 23. Mai 1896 noch nicht vorgesehen war, entwarf der Architekt und Chefplaner der Stadtbahn, Otto Wagner, bald darauf auch für die bestehende Station Radetzkyplatz zwei neue, zweigeschoßige und spiegelbildlich angeordnete Aufnahmsgebäude. Diese waren jedoch deutlich einfacher gestaltet als bei den prunkvollen Hochbahnstationen entlang der Gürtellinie und der Vorortelinie. Sie wurden im Februar 1899 baulich fertiggestellt und überblendeten die Viaduktbögen 7 und 8. 
Der planmäßige Stadtbahnbetrieb begann am 30. Juni 1899, im Kursbuch wurde die Station jetzt als Radetzkyplatz P. H. bezeichnet, wobei der Zusatz für Personenhalt steht. Beim damals üblichen Linksverkehr diente der Bahnsteig auf der Seite Obere Viaduktgasse den Zügen in Richtung Endstation Praterstern, während vom Bahnsteig auf der Seite Untere Viaduktgasse die Züge in Richtung Bahnhof Hauptzollamt abfuhren. Im Fahrplan vom 1. Mai 1901 wurde die Station, bevor die Donaukanallinie der Stadtbahn am 6. August den Betrieb aufnahm, von bis zu 280 Zügen täglich bedient.
Mit der weitgehenden Einstellung des Dampfstadtbahnbetriebs wegen Kohlemangels am 8. Dezember 1918 verlor auch die Haltestelle Radetzkyplatz an Bedeutung, es fuhren hier fortan nur noch circa 20 Zugpaare werktäglich. Die Station wurde schließlich am 1. Jänner 1923 gesperrt und am 3. Juli 1944 offiziell aufgelassen, im Kursbuch der Deutschen Reichsbahn von 1939 war sie schon nicht mehr verzeichnet.
Nach ihrer Aufgabe verfiel die Haltestelle zusehends. Die beiden oberen Geschoße der kriegsbeschädigten Aufnahmsgebäude wurden in den 1950er Jahren abgerissen, die Erdgeschoße existierten – mit vereinfachter Fassade – noch bis in die 1980er Jahre. Neben der Station Unter-Döbling ist Radetzkyplatz eine von nur zwei von Otto Wagner gestalteten Stadtbahnstationen, die heute auch in umgebauter Form nicht mehr existieren. Die zeitweise Planung zur Wiederinbetriebnahme als Haltestelle der 1959 eröffneten Wiener Schnellbahn wurde wegen der zu kurzen Bahnsteige verworfen. Die Bedienung des Radetzkyplatzes erfolgt durch die Wiener Straßenbahn, die dort eine gleichnamige Haltestelle hat. Hier verkehren die Linien O und 1; die Linie O erreicht zwei Haltestellen weiter den Bahnhof Wien Praterstern beziehungsweise in Richtung Raxstraße drei Stationen weiter den Bahnhof Wien Mitte.

Die Station mit einer Stadtbahnlokomotive der Reihe 30 und einem Halbgepäckwagen der Gattung CDu
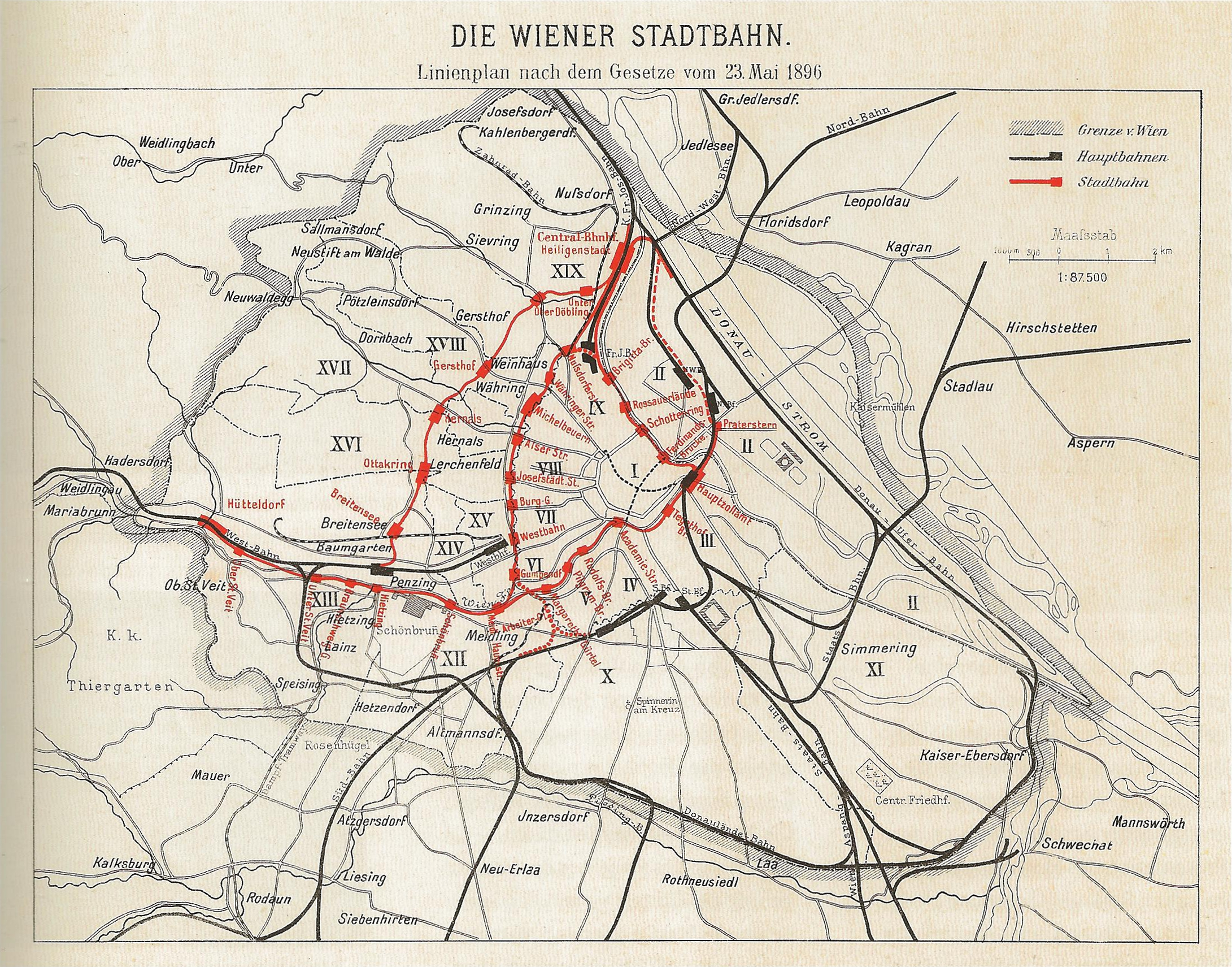
Stadtbahnplanung vom 23. Mai 1896, noch ohne die Station Radetzkyplatz
Originalentwurf von Otto Wagner, die Ecktürmchen wurden letztlich nicht realisiert
Netzplan des Jahres 1962 mit Station Radetzkyplatz, die damals nicht mehr in Betrieb war
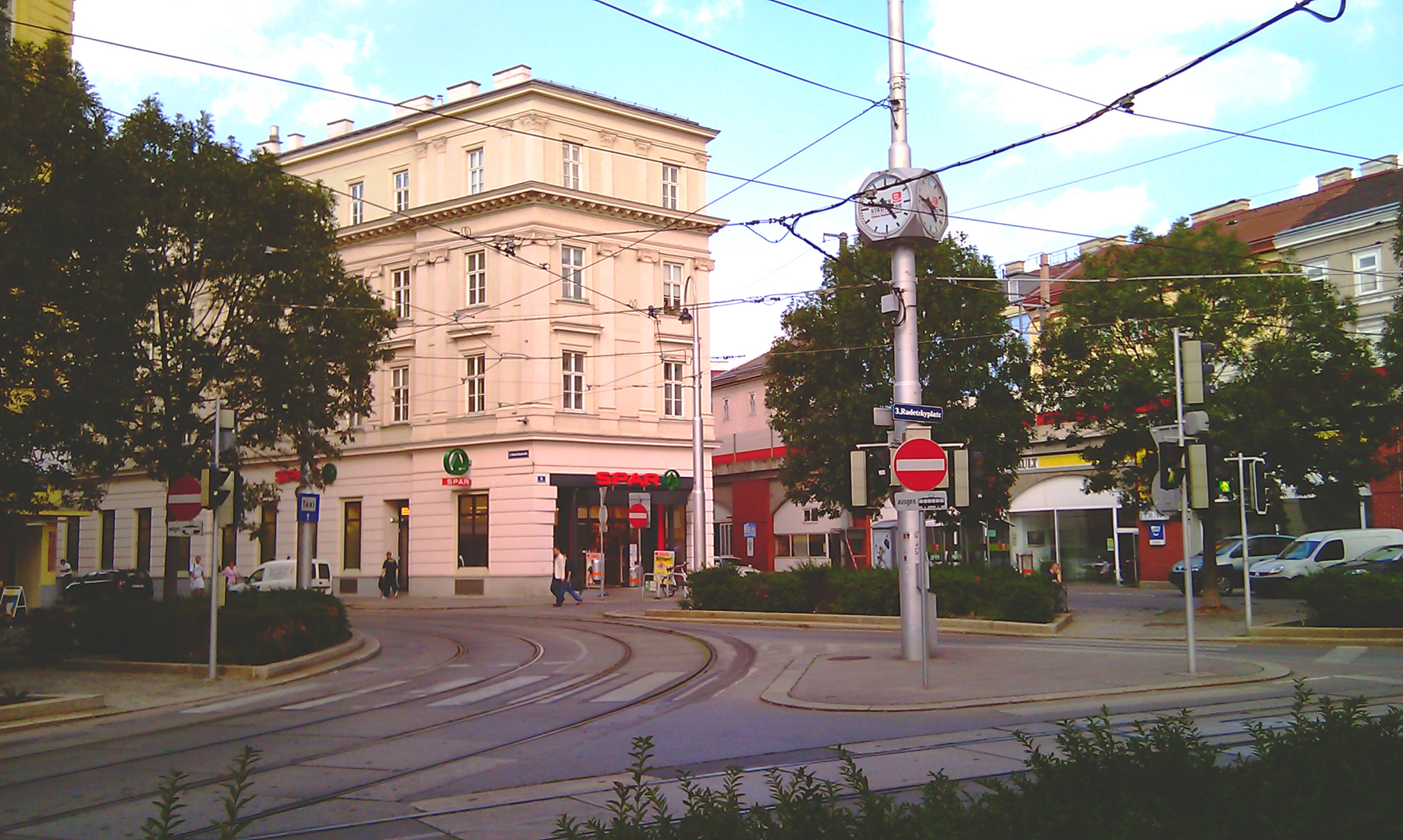
Heutige Situation am Standort der Haltestelle